# Битка при Персийската врата
Битката при Персийската врата или Персийската порта е военен конфликт между ахеменидската персийска армия, командвана от сатрапа на Персис, Ариобарзан и нахлуващата македонска армия, командвана от Александър Велики. През зимата на 330 г. пр.н.е. Арибарзан води последна съпротива на превъзхожданите по численост персийски сили и задържа македонската армия за един месец. Александър накрая намира пътека в тила на персийците от военнопленници или местен овчар.

## Предходни събития
Персийската империя понася две тежки поражения срещу македонските сили при Иса и Гавгамела и до края на 331 г. Александър в напреднал до Вавилон и Суза.Царски път свързва Суза (първата персийска столица в Елам) с по-източните столици Персеполис и Пасаргад в Персис и е естествения път за продължаващия поход на Александър. Междувременно, Дарий III събира нова армия при Екбатана (западна провинция на Хамадан в днешен Иран). Ариобарзан е натоварен да предотврати македонското напредване в Персис и за целта той разчита значително на терена, през който Александър трябва да мине. Има само няколко възможни пътя през планините Загрос, всичките от които са направени още по-рискови от падналата зима.
След превземането на Суза Александър разделя македонската армия на две части. Генералът на Александър Парменион взема една част по Царския път, а самият Александър поема пътя към Персис. Преминаването в Персис изисква преминаване през Персийската врата, тесен планински проход, който лесно се поддава на засада.

## Мотиви
По време на напредването си, Александър покорява уксите, местно племе, което изисква от него същия данък, какъвто вземат от персийските шахиншахове за сигурно преминаване. Минавайки в Персийската врата той не среща съпротива. Вярвайки, че няма да срещне повече вражески сили по време на похода, Александър пренебрегва изпращането на разузнавачи пред авангарда си и така влиза в засадата на Ариобарзан.
Долината, предшестваща Персийската врата, наречена Танг'е Мейран, първоначално е много широка и позволява на македонската армия да влезе в планините на пълен марш. Ариобарзан заема позиция близо до съвременното село Чешмех Ченар. Пътят криволичи на югоизток (за да се насочи към изгрева) и се стеснява значително в тази точка, правейки терена особено коварен. Според историка Ариан, Ариобарзан има 4000-на пехота и 700 конница срещу македонската 10 000-на армия. Според Енциклопедия ираника Ариобарзан е имал само 700 бранители (или 2000 другаде).

## Битка
Персийската врата е само два метра широка в точката на засадата. Щом македонската армия е напреднала достатъчно в тесния проход, персите ги нападат с канари от северните склонове. От южните склонове персийските стрелци ги обстрелват. Армията на Александър първоначално претърпява много жертви. Македонската армия се опитва да отстъпи, но теренът и все още напредващият им ариергард прави подредено отстъпление невъзможно. Александър е принуден да изостави мъртвите си, за да спаси остатъка от армията си – позор за гърците и македонците, които ценят подобаващото погребение на своите паднали.
Ариобарзан има причини да вярва, че успех тук може да промени хода на войната. Попречвайки на минаването на Александър през Персийската врата би принудило македонската армия за използва други маршрути за нахлуваната в сърцето на Персия, всичките от които биха осигурили на Дарий достатъчно време за събиране на друга армия и може би да спре македонското нашествие изцяло.
Ариобарзан задържа прохода един месец, но Александър успява да обгради персийската армия в пинцерно нападение с Филота и пробива персийската отбрана. Александър и неговия елитен контингент тогава нападат Ариобарзан отгоре в изненадващо нападение докато персийците не могат повече да препречва прохода. Историите за това как го е направило доста се различават. И Курций, и Ариан докладват, че военнопленници водят Александър през планините в тила на персийските позиции, докато символична сила остава в македонския лагер под командването на Кратер.
| “ | [Персийците]...водиха паметен бой... Невъоръжени, както бяха, те сграбчиха въоръжените мъже в своята прегръдка, повличайки ги на земята... Пронизваха повечето от тях със собствените им оръжия. | ” |

Според някои разкази Ариобарзан и оцелелите му спътници са уловени в капан, но вместо да се предадат, те се втурват право в македонските линии. Според един разказ Ариобарзан е убит в това последно нападение, а според друг той избягва на север, където накрая се предава с войниците си. Според историка Джон Превас, Ариобарзан и силите му отстъпват към Персеполис, където намират градските порти затворени от Тиридат, персийски благородник и пазител на царското съкровище при управлението на Дарий III, който е в таен контакт с Александър. Тиридат осъзнава безполезността да се оказва съпротива срещу силите на Александър и позволява на Александър да избие Ариобарзан и войниците му пред градските стени вместо да се бие с Александър.

## Последици
Сходства между битката, водена при Термопилите и Персийската врата са отчетени и от древни и от съвременни автори. Персийската врата играе ролата „на Персийските Термопили и като Термопилите, тя пада.“ Според някои разкази, персийски овчар води Александър около персийската отбрана, както местен грък показва на персийските сили тайна пътека около прохода при Термопилите.
Поражението на силите на Ариобарзан при Персийската врата премахва последната военна пречка между Александър и Персеполис. Пристигайки в Персеполис, Александър назначава генерал на име Фразаорт като наследник на Ариобарзан. Александър взема съкровището на Персеполис, което по онова време е най-голямото богатство в света и си гарантира финансова независимост от гръцките държави. Четири месеца по-късно Александър позволява на войниците си да плячкосат Персеполис. Това е необичайно, тъй като градът се предава без бой и Александър преди това е оставял персийски градове като Суза относително непокътнати. През май 330 г. пр.н.е. Александър заповядва терасата на Персеполис, включително палатите и царските зали за бъдат изгорени преди да тръгне да преследва Дарий III. Източниците не са в съгласие относно причината, поради която той заповядва унищожението: може да е било преднамерен акт на отмъщение за изгарянето на Атинския акропол по време на Втората гръко-персийска война, импулсивен, пиянски акт или може да е било резултат на гняв на Александър, че не е признат за легитимен наследник на Дарий III.